# Ljubica Vukomanović
Ljubica Vukomanović (pronunciado [ʎûbit͡sa ʋukomǎːnoʋit͡ɕ] Cirílico Serbio: Љубица Вукомановић; septiembre de 1788 – 26 de mayo de 1843) fue princesa consorte del Principado de Serbia como esposa de Miloš Obrenović, príncipe de Serbia, y fundador de la Dinastía Obrenović, que gobernó Serbia en una línea casi ininterrumpida desde su elección como príncipe hasta el derrocamiento de mayo en 1903. Ljubica se casó con Miloš en 1805 y se convirtió en Princesa de Serbia el 6 de noviembre de 1817 hasta la abdicación de su marido el 25 de junio de 1839. Tuvo al menos siete hijos supervivientes.

## Vida
Nació en septiembre de 1788 en Srezojevci, Serbia, hija del rico terrateniente Radoslav Vukomanović y de su primera esposa Marija Damjanović; sin embargo, se desconoce la fecha exacta. En 1805 se casó con Miloš Obrenović, quien el 6 de noviembre de 1817 fue elegido príncipe de Serbia, convirtiéndola en princesa consorte. Ljubica fue activa e influyente en la política serbia. Su matrimonio, sin embargo, fue volátil, a menudo discrepaba con su marido, y en una ocasión se separaron. Miloš le fue infiel con frecuencia y en una ocasión estuvo a punto de matar a una de sus amantes en un violento ataque físico.
Entre 1819 y 1821, el príncipe Milos mandó construir en Belgrado una mansión para Ljubica y sus hijos. Se conoce como Residencia de la Princesa Ljubica y fue construida por el renombrado Hadži-Neimar.
El gobierno de su marido fue duro y autocrático; en junio de 1839, se vio obligado a abdicar al trono en favor de su hijo mayor, Milan, que murió poco después. Milan fue sucedido por su segundo hijo, Mihailo.
Ljubica murió en Viena el 26 de mayo de 1843 (N.S.) (14 de mayo O.S.), y fue enterrada en el Monasterio de Krušedol en la montaña Fruška Gora.

## Descendencia
Juntos, Miloš y Ljubica tuvieron al menos siete hijos:
- La princesa Petria (5 de agosto de 1810 - 1870), casada en 1834 con Todor Bajić de Varadija (ennoblecido en Austria Theodor Baich de Varadia).
- Princesa Elisabeth (Savka) (28 de marzo de 1814 - 5 de octubre de 1848), casada en 1831 con Jovan Nikolić de Rudna (ennoblecido en Austria 1854 Freiherr Nicolic de Rudna, con quien tuvo tres hijos; sus descendientes se casaron en la nobleza austriaco-húngara.
- Príncipe Milan (21 de octubre de 1819 - 8 de julio de 1839), murió soltero y sin hijos tras su breve reinado.
- Príncipe Miguel (16 de septiembre de 1823 [N.S.] - 10 de junio de 1868 [N.S.]), gobernó como príncipe de Serbia desde el 8 de julio de 1839 hasta su deposición el 14 de septiembre de 1842; volvió a asumir el gobierno desde el 26 de septiembre de 1860 hasta su asesinato ocho años después junto a su prima hermana la princesa Anka Obrenović. No tuvo descendencia legítima de su esposa, la condesa Julia Hunyady de Kéthely.
- Princesa María (nacida y fallecida el 9 de julio de 1830).
- Príncipe Todor (fallecido joven)
- Príncipe Gabriel (fallecido joven)

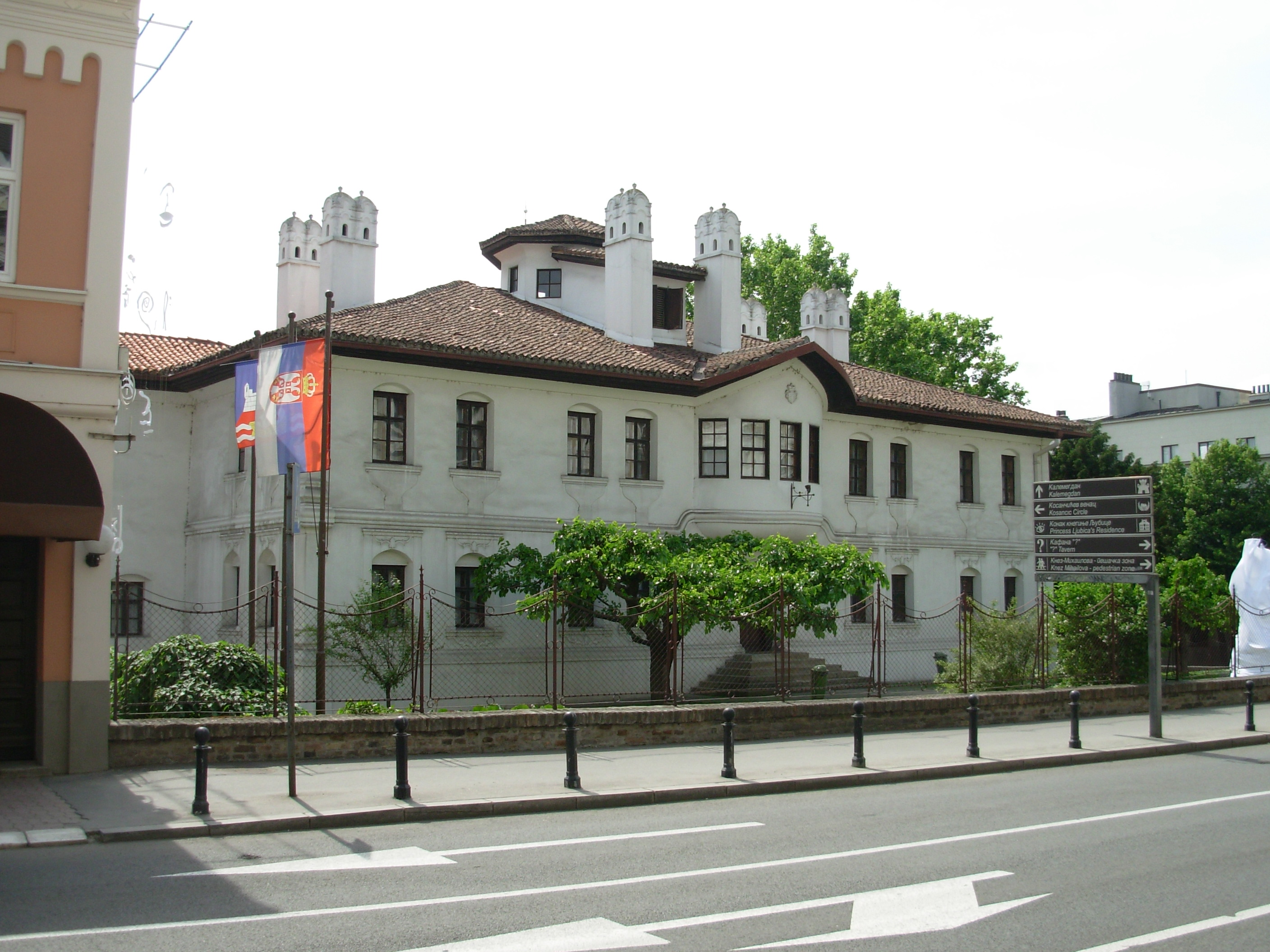
Residencia de la princesa Ljubica, en Belgrado, mansión de la ciudad construida por el príncipe Milos para ella y sus hijos.
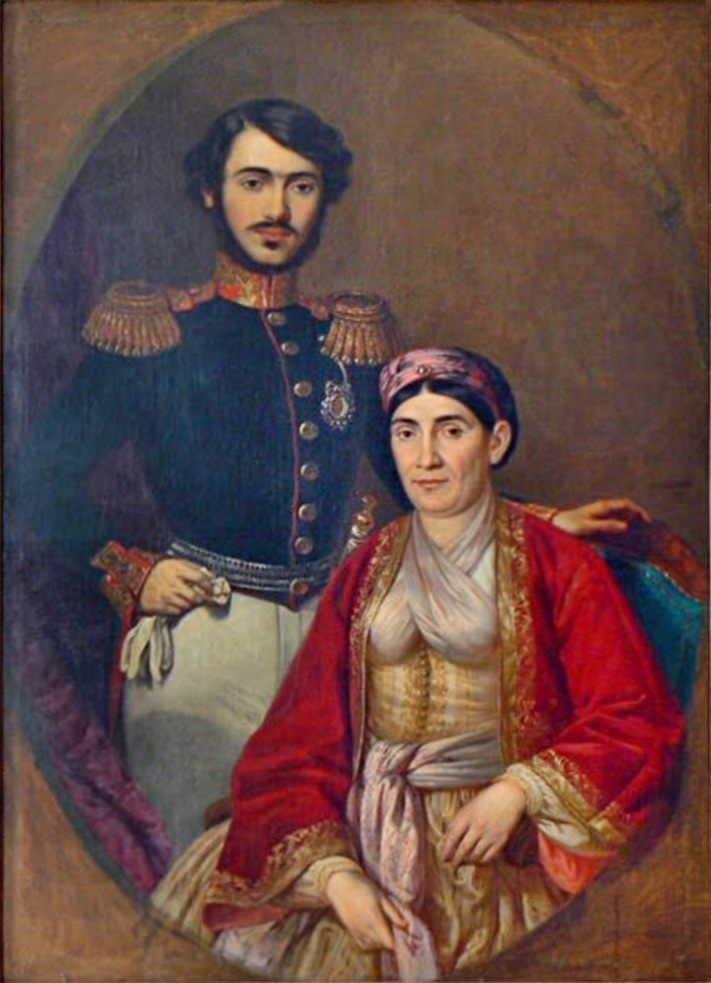
La princesa Ljubica con su hijo mayor, Milan II Obrenović